# Magerabborrtjärnen (Piteå socken, Norrbotten, 726907-170733)
Magerabborrtjärnen är en sjö i Piteå kommun i Norrbotten och ingår i Åbyälvens huvudavrinningsområde.